# Reggenza di Pamekasan
La reggenza di Pamekasan (in indonesiano: Kabupaten Pamekasan) è una reggenza dell'Indonesia, situata nella provincia di Giava Orientale.
La reggenza si trova nella parte centro-orientale dell'isola di Madura.